# Le Blason (chanson)
Pour les articles homonymes, voir Blason.
Pistes de Fernande
Sauf le respect que je vous dois Mourir pour des idées
Le Blason est une chanson de l'auteur-compositeur-interprète Georges Brassens, parue en 1972 sur l'album Fernande.
La chanson se veut un hommage au sexe féminin, particulièrement à l'égard du vagin.

## Histoire
- Source pour l'ensemble de cette section (sauf indication contraire)[1].

Georges Brassens, en 1969, chante à Bobino. Son tour de chant comprend notamment parmi les nouveautés une chanson nommée Révérence parler. Un titre qu'il n'a jamais enregistré et dont ne subsiste comme unique trace que le passage de l'artiste (avant Bobino) à l'émission Campus, présentée par Michel Lancelot sur les ondes de la radio Europe 1, où il « a chanté, pour partie, et lu, pour partie », Révérence parler.

Pour la musique de ce nouveau titre, Brassens utilise une ancienne composition, créée à ses débuts pour une chanson nommée J'étais le maquereau et qu'il n'a jamais officiellement enregistrée (elle est restée inédite durant 46 ans, voir l'album posthume Il n'y a d'honnête que le bonheur).
Ses représentations achevées à Bobino, Georges Brassens qui apprécie peu Révérence parler (insatisfait du texte, il retire la chanson de son récital après quelques représentations), retravaille le texte sur une autre musique.
En 1972, lors des séances d'enregistrements de l'album Fernande, Georges Brassens grave la chanson Le Blason, qui n'est autre que la version définitive et plus courte de la première mouture de Révérence parler. Ce terme de « blason » faisant d'ailleurs référence à un type de poème du XVIe siècle généralement dédié à une partie du corps féminin. 

## La chanson

L'Origine du monde, tableau de Gustave Courbet

Après avoir déclaré qu' « avec lui l'entente fut toujours bonne », le narrateur, qui souhaite rendre hommage à cet endroit du corps féminin, déplore que les vocables qui le distinguent soient aussi pauvres, grivois, quand ils ne sont pas tout simplement grossiers et vulgaires, et il l'affirme : 
« C'est la grande pitié de la langue française, C'est son talon d'Achille et c'est son déshonneur, De n'offrir que des mots entachés de bassesse, À cet incomparable instrument de bonheur. »
 Le voilà regrettant que, tandis que de nombreuses fleurs en ont de si imagés, celle du corps féminin, 
« la plus douce et la plus érotique et la plus enivrante en ait un si scabreux. »
 En cela, il fait allusion à un mot de trois lettres seulement, et déclare : 
« Honte à celui-là qui l'employa le premier. [...] Celui-là, c'est probable, en était un fameux. »
 Il le pense misogyne et asexué, indifférent « au charme de Vénus ».
Et le voilà, souhaitant que vienne un « poète inspiré », qui « dans un trait de génie » éclipse « d'un coup des siècles d'avanie. »

En attendant ce jour, il le proclame : 
«  pour lui rendre hommage, il est d'autres moyens et que je les connais. »
(texte Georges Brassens)

## Discographie
- 1972 : 33 tours Philips 6332116[4]

## Pour compléter
- Liste de mots familiers, grivois, grossiers ou vulgaires qualifiant le sexe féminin.